# Quelque chose à te dire
Quelque chose à te dire és una pel·lícula francesa dirigida per Cécile Telerman, estrenada el 2009.

## Argument
La família Celliers és una família normal: tots els membres que la formen estan completament bojos.
La Mady, una mare que es queda a casa d'uns seixanta anys, passa la major part del temps explicant horrors sobre les seves dues filles i el seu marit, Henry, un antic cap gran, un ésser estrany que ha retrocedit estranyament des de la seva jubilació. Antoine, el germà gran, un gerent d'empresa incapaç de dirigir una empresa, passa per una fallida rere una altra mentre l'Alice, la seva germana, pinta de manera compulsiva Madonnes deprimides i drogodependents, entre dos avortaments. Pel que fa a l'Annabelle, una infermera d'una unitat de cures intensives, intenta desesperadament salvar els seus éssers estimats predint el futur a les cartes.

## Repartiment
- Charlotte Rampling : Mady Celliers
- Patrick Chesnais : Henry Celliers
- Mathilde Seigner : Alice Celliers
- Pascal Elbé : Antoine Celliers
- Olivier Marchal : Jacques de Parentis
- Kerian Mayan : Yann Celliers
- Marina Tomé : Béatrice Celliers
- Sophie Cattani : Annabelle Celliers
- Gwendoline Hamon : Valérie de Parentis
- Laurent Olmedo : Christian Meynial
- Jérôme Soubeyrand : Nicolas Duval
- Nathalie Cerda : L'advocat
- Erick Desmarestz : El president del Tribunal de comerç
- Arnaud Gidoin: Hidalgo, el distribuïdor
- Nicky Marbot: Papon
- Olivier Claverie: l'oficial de division

## Al voltant de la pel·lícula
El títol original de la pel·lícula durant la fase de producció era La Faute des mères.